# Bakteriologie
Die Bakteriologie oder Bakterienkunde (von altgriechisch βακτἠριον bakterion, deutsch ‚Stäbchen‘, und λόγος logos ‚Kunde‘, -logie ‚Lehre‘) ist die Lehre von den Kleinwesen und ihren Wirkungen und somit die Wissenschaft, deren Gegenstand der Bau, die Lebensweise, das System und die Identifizierung sowie die Bekämpfung von Bakterien ist. Bakterien sind mikroskopisch kleine Lebewesen, die eine Zellstruktur besitzen und die zum Leben erforderliche Energie durch einen eigenen Stoffwechsel gewinnen.
Die Bakteriologie ist ein Teilgebiet der Mikrobiologie. Unter vielem anderen befasst sie sich auch mit pathogenen Bakterien und liefert wichtige Ergebnisse für die Medizin, Zahnmedizin und Tiermedizin und damit zur Krankheitsbekämpfung, insbesondere der Infektionskrankheiten.
Ein Forscher auf dem Gebiet der Bakteriologie wird als Bakteriologe bezeichnet.

## Geschichte
Bereits Athanasius Kircher nutzte um 1658 das Mikroskop um vermeintliche kleine krankheitserregende Mikroorganismen darzustellen, die jedoch im Gegensatz zu früheren Annahmen keine Bakterien darstellten. Der Niederländer Antoni van Leeuwenhoek beschrieb schon 1677 die von ihm seit 1676 mit einem von ihm selbst konstruierten einlinsigen Mikroskop beobachteten einzelligen Mikroorganismen, die er Animalcules (wörtlich „Tierchen“) nannte. Die Grundlagen der heutigen Bakteriologie wurden im 19. Jahrhundert erarbeitet. Christian Gottfried Ehrenberg führte 1828 den Begriff Bacterium ein als eine Gattung nicht sporenbildender stäbchenförmiger Einzeller, im Gegensatz zu Bacillus, den sporenbildenden stäbchenförmigen Antagonisten. Im Jahr 1849 sah Alois Pollender erstmals Milzbrandstäbchen im Blut von an Milzbrand erkrankten Tieren. Casimir Davaine führte später künstliche Übertragungen von Milzbrand mit dem Blut milzbrandkranker Tiere durch.
Entgegen Rudolf Virchows Vorstellungen wollte Edwin Klebs, der 1873 bereits Bazillen auf diphtherischen Belägen beschrieben hatte, um 1878 (Beginn einer kurzen Ära der „orthodoxen Bakteriologie“, gegen die um 1891 Ottomar Rosenbach kämpfte) den Schwerpunkt der ganzen Pathologie in die Bakteriologie legen.
Wichtige spätere Entdeckungen der ab der Cholera-Pandemie von 1863 bis 1866, in der zweiten Hälfte des 19. Jahrhunderts aufblühenden Bakteriologie stammen von Lazzaro Spallanzani, Louis Pasteur, Ferdinand Cohn, Martinus Willem Beijerinck, Sergej Winogradsky und Albert J. Kluyver. Pioniere der medizinischen Bakteriologie waren Joseph Lister, Louis Pasteur, Paul Ehrlich und Robert Koch sowie Albert Döderlein und Emil von Behring. Sie schufen die Grundlage für eine erfolgreiche Seuchenbekämpfung mit Antibiotika. Zu Beginn des 20. Jahrhunderts erbrachte Charles Nicolle den Nachweis der Übertragung des Flecktyphus durch Läuse. Wichtige Eckpunkte in der Geschichte der Bakteriologie sind die Entdeckung von Impfstoffen gegen Bakterien und Viren sowie des Penicillins durch Alexander Fleming 1928/1929. 
Ein wichtiger Schritt in der Bakteriologie war die Entdeckung (1917, Félix Hubert d’Hérelle) und Erforschung (ab den 1960er Jahren, Max Delbrück et al.) von Bakterienviren (Bakteriophagen). Während lytische Phagen ihren Bakterienwirt zerstören (siehe Phagentherapie), können lysogene Phagen Resistenzgen oder Toxingene übertragen und das Bakterium schwer bekämpfbar oder überhaupt erst zum Krankheitserreger machen, beispielsweise beim Scharlach. Als temperente Phagen können sie schließlich vom Bakterium auf dessen Nachkommen vererbt werden.
Ein weiterer bedeutender Fortschritt in der Erforschung der Bakterien war die Entdeckung, dass Archaeen neben den Bakterien eine eigene evolutionäre Abstammungslinie haben (Carl Woese, 1977). Diese neue phylogenetische Taxonomie beruhte auf der Sequenzierung der 16S-rRNA und teilte die Prokaryoten in zwei evolutionäre Domänen ein, so dass sich zusammen mit den komplex-zellulären Organismen (Eukaryoten: Protisten, Pflanzen, Pilze und Tiere inkl. dem Menschen) das heute weitestgehend akzeptierte Drei-Domänen-System ergab.
Ebenfalls in den 1970er Jahren setzte sich die Endosymbiontentheorie durch als eine bedeutende Erkenntnis über die Rolle der Bakterien in der Evolution der „höheren Lebewesen“ (Eukaryoten): In die Zelle aufgenommene Alphaproteobakterien wurden einst als Endosymbionten zu Vorläufern der Mitochondrien und machten als zelluläre „Kraftwerke“ gärende Vorläufer (wie heute vermutet aus dem Umfeld der Asgard-Archaeen) zu Sauerstoff atmenden Lebewesen. Cyanobakterien (früher als Blaualgen bezeichnet) machten etwas später in einem weiteren Endosymbioseschritt clorophyllfreie Vorläufer („Protozoen“) zu Grünalgen, indem sie zu Vorläufern der Chloroplasten wurden. Fast alle dieser Organellen besitzen noch ihre eigene DNA und Ribosomen, die denen der Bakterien ähnlich sind. Diese Erkenntnisse haben das frühere Verständnis der Bakterien vorwiegend als Krankheitserreger entscheidend verändert: Wir tragen in jeder unsrer Körperzellen die Nachfahren dieser Bakterien und könnten ohne diese nicht atmen (siehe Zellatmung).
Während man schätzt, dass etwa bei Säugetieren die meisten Spezies bekannt sind und damit nur ein kleiner Teil der Gattungen noch fehlt, ist die Lage in der Mikrobiologie völlig anders. Nicht nur, dass man mit dem bloßen Auge fast keine Bakterien oder Archaeen wahrnehmen kann, viele entziehen sich durch langsames Wachstum und unbekannten Stoffwechsel (Extremophile) hartnäckig der Kultivierung. Es wird geschätzt, dass sogar eine größere Zahl an Bakterienphyla  noch fehlt. Die Erforschung dieser „mikrobiellen Dunklen Materie“ (englisch microbial dark matter), ist aber erforderlich, um die vollständige Biodiversität abzuschätzen. Für die rechnergestützte Modellierung ist die Erforschung des unteren Endes der Nahrungskette unerlässlich. Durch die Zunahme der Rechnerleistung werden verschiedene neue Ansätze möglich (englisch multi-omics approach: metagenome, metatranscriptome, single-amplified genome sequencing) um dieses Defizit auszugleichen. Zu diesen gehört unter anderem die seit einiger Zeit immer mehr in den Vordergrund gerückte Metagenomik. Auf diese Weise lassen sich heute beispielsweise mikrobielle Gemeinschaften aus Bakterien und Archaeen selbst in extremen Umgebungen wie Axel Heiberg Island (Axel Heiberg Island, Nunavut, Kanada), der weltweit  kältesten und salzigsten Quelle (Stand Juli 2022) erkunden, wo herkömmliche Methoden versagen.